# Sheshonq I
Sheshonq I (... – 924 a.C.) è stato un faraone della XXII dinastia egizia.
| Nome Horo             | Sesto Africano | Antico Testamento | Altri nomi |
| Ka-nekhet merira..... | Sesonchis      | Sisak             | Sheshonq I |

Si suppone che Sheshonq vada identificato con il faraone Sisach (o Sisak) di cui parla 1Re, 14, 25-26 ("Durante il quinto anno di regno di Roboamo, Sisak, re d’Egitto, attaccò Gerusalemme"), ma questa identificazione è stata messa in dubbio da alcuni studiosi, i quali ritengono che Sheshonq possa essere vissuto circa un secolo dopo quanto sinora creduto.

## Biografia
Sheshonq I era figlio di un influente principe di origine Libica, della tribù dei Mashuash, i cui capi si fregiavano del titolo di Grandi Capi di Ma. Queste genti, entrate in Egitto come prigionieri di guerra ai tempi di Sethnakht e di Ramesse III, erano poi rimaste come mercenari nell'esercito (al tempo della XXI dinastia la maggior parte dell'esercito egizio era formato da mercenari).
L'uso di concedere ai veterani appezzamenti di terra coltivabile aveva parzialmente egizianizzato le tribù libiche ma, contemporaneamente, aveva permesso a queste di costituire principati, dotati di sempre maggior autonomia, nella regione che andava da Bubasti, nel delta del Nilo, fino ad Eracleopoli, all'imbocco della regione del Fayyum.
Sheshonq giunse al potere grazie all'appoggio del clero di Tanis, dell'esercito e dei principati libici senza però azioni di forza nei confronti dell'ultimo sovrano della XXI dinastia, Psusennes II di cui onorò poi la memoria.
È possibile che una certa opposizione alla presa di potere di Sheshonq sia venuta dal potente clero tebano che godeva da più di un secolo della quasi totale autonomia nel governo di parte dell'Alto Egitto.
Una volta sconfitta questa opposizione, forse con l'uso dell'esercito, il sovrano mise sul seggio di "Primo Profeta di Amon" il figlio Iuput, riunificando, di fatto, il governo dell'Egitto.
Sotto il regno di Sheshonq l'Egitto riprese una politica estera più aggressiva nell'area palestinese rinsaldando i rapporti commerciali con Biblo e contrapponendosi al potente Regno di Giuda governato dal re Salomone. In accordo con tale politica l'Egitto offrì ospitalità ed appoggio a Geroboamo della tribù di Efraim che si era ribellato al re di Israele e Giuda e ne era stato sconfitto. Alla morte di Salomone, sfruttando le tensioni legate alla successione, Geroboamo ritornò in Palestina ponendosi a capo di una vasta coalizione e dopo aver sconfitto il successore di Salomone, Roboamo, fondò il Regno di Israele sul territorio conquistato.
Dopo questi avvenimenti Sheshonq, valutando che la divisione in due regni avesse indebolito a sufficienza la potenza ebraica, prese a pretesto alcune incursioni di beduini nella penisola del Sinai per intervenire militarmente in Palestina. La campagna militare egizia travolse entrambi i regni, rendendoli tributari, arrivando a conquistare Gerusalemme e giungendo fino a Megiddo, dove Sheshonq fece erigere una stele celebrativa.

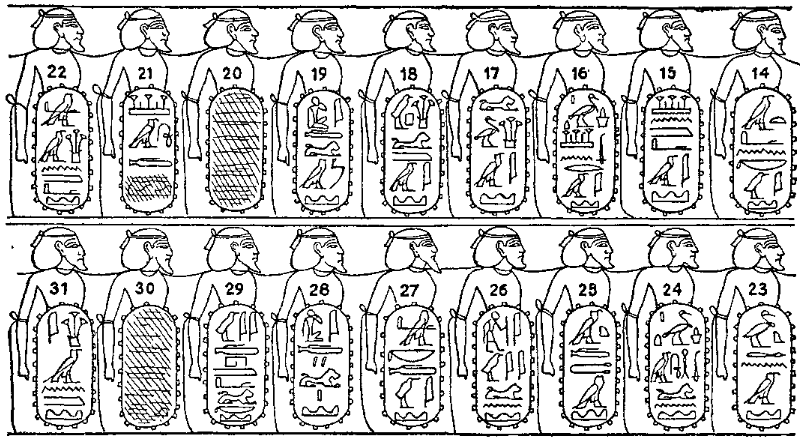
Cartigli, nel tempio di Karnak, di alcune città conquistate

Le imprese militari di questo energico sovrano furono celebrate con un lungo testo inciso sul muro meridionale del tempio di Karnak. L'iscrizione originale riportava il nome di 150 città conquistate durante la campagna. Attualmente ne rimangono leggibili una settantina, non tutte identificate.
A Sheshonq è dovuta anche l'erezione del Vestibolo di Bubasti sempre a Karnak.
Capitale di Sheshonq, e di tutta la XXII dinastia, fu la città di Bubasti.
Per legittimare la successione al trono del figlio Osorkon I gli fece sposare Maatkara, figlia di Psusennes II, ultimo sovrano della XXI dinastia.
Una delle mogli di Sheshonq, Keroma(ma) potrebbe aver ricoperto la carica di "Divina Sposa di Amon", ruolo che fino a quel momento era stato assegnato a principesse reali prive di vincoli coniugali.
Un altro figlio del sovrano, Nimlot, ebbe il comando militare di Eracleopoli che venne a costituire, in pratica, un principato quasi del tutto autonomo.
Non si conosce la posizione della tomba di Sheshonq I e non è stata rinvenuta la sua mummia; ci è però pervenuta una stele, detta Stele di Dakhla, datata al suo V anno di regno.

## Titolatura
| G5 |

| G5 |

| E2 · a | N5 · N35 · U7 | S42 | N28 · D36 · f · Aa13 | M23 · D21 | F36 · N17 · N16 |

| E2 · a | N5 · N35 · U7 | S42 | N28 · D36 · f · Aa13 | M23 · D21 | F36 · N17 · N16 |

| E2 · a | N5 · N35 · U7 | S42 | N28 · D36 · f · Aa13 | M23 · D21 | F36 · N17 · N16 |

| E2 · a | N5 · N35 · U7 | S42 | N28 · D36 · f · Aa13 | M23 · D21 | F36 · N17 · N16 |

| E2 · a | N5 · N35 · U7 | S42 | N28 · D36 · f · Aa13 | M23 · D21 | F36 · N17 · N16 |

| E2 · a | N5 · N35 · U7 | S42 | N28 · D36 · f · Aa13 | M23 · D21 | F36 · N17 · N16 |

| E2 · a | N5 · N35 · U7 | S42 | N28 · D36 · f · Aa13 | M23 · D21 | F36 · N17 · N16 |

| E2 · a | N5 · N35 · U7 | S42 | N28 · D36 · f · Aa13 | M23 · D21 | F36 · N17 · N16 |

| G16 |

| G16 |

|  |

|  |

|  |

|  |

|  |

|  |

|  |

|  |

| G8 |

| G8 |

| F9 · F9 | V28 · A25 · D40 | T10 · Z1 · Z1 · Z1 · Z1 · Z1 · Z1 · X1 · Z1 · Z1 · Z1 | G36 · N35 · M3 | X1 · Z1 · Z1 · Z1 · D40 · Aa13 | N17 · N17 · N17 · V30 · Z2 |

| F9 · F9 | V28 · A25 · D40 | T10 · Z1 · Z1 · Z1 · Z1 · Z1 · Z1 · X1 · Z1 · Z1 · Z1 | G36 · N35 · M3 | X1 · Z1 · Z1 · Z1 · D40 · Aa13 | N17 · N17 · N17 · V30 · Z2 |

| M23 · X1 | L2 · X1 |

| M23 · X1 | L2 · X1 |

| N5 | S1 | L1 | N5 · U21 · n |

| N5 | S1 | L1 | N5 · U21 · n |

| N5 | S1 | L1 | N5 · U21 · n |

| N5 | S1 | L1 | N5 · U21 · n |

| N5 | S1 | L1 | N5 · U21 · n |

| N5 | S1 | L1 | N5 · U21 · n |

| N5 | S1 | L1 | N5 · U21 · n |

| N5 | S1 | L1 | N5 · U21 · n |

| G39 | N5 |

| G39 | N5 |

| M17 | Y5 · N35 · N36 | M8 · M8 | N35 · N29 |

| M17 | Y5 · N35 · N36 | M8 · M8 | N35 · N29 |

| M17 | Y5 · N35 · N36 | M8 · M8 | N35 · N29 |

| M17 | Y5 · N35 · N36 | M8 · M8 | N35 · N29 |

| M17 | Y5 · N35 · N36 | M8 · M8 | N35 · N29 |

| M17 | Y5 · N35 · N36 | M8 · M8 | N35 · N29 |

| M17 | Y5 · N35 · N36 | M8 · M8 | N35 · N29 |

| M17 | Y5 · N35 · N36 | M8 · M8 | N35 · N29 |

## L'Era Sheshonq
Sul finire degli anni '60, l'Académie Berbère, fondata a Parigi da alcuni Berberi emigrati in Francia allo scopo di preservare e diffondere la cultura berbera, si impegnò nella ricerca di tutti quegli elementi che potevano illustrare la civiltà berbera nei secoli anteriori alla conquista araba, allo scopo di fondare su solide basi le proprie richieste di un riconoscimento delle specificità linguistiche e culturali dei Berberi, pesantemente discriminati nei paesi del Nordafrica che avevano da poco ottenuto l'indipendenza in un contesto ideologico intriso di panarabismo. Tra le altre cose, l'Académie "scoprì" l'esistenza di una dinastia di sovrani egizi di stirpe libica, e decise di solennizzare questa manifestazione così antica della civiltà berbera prendendo addirittura l'anno di ascesa al potere di questa dinastia come inizio di una nuova "era" secondo cui calcolare gli anni, in modo indipendente dal calendario "occidentale" e da quello "islamico".
Nacque così l'Era Sheshonq (o Era Chachnak, nella bizzarra traslitterazione degli Accademici), il cui inizio fu fatto corrispondere al 950 a.C. Per cui, ad esempio, il 2006 corrisponde al 2956 dell'Era Sheshonq. La proposta trovò rapidamente un largo seguito, anche perché tra i Berberi esisteva la consapevolezza di avere un "calendario particolare", dal momento che era tradizionale festeggiare l'inizio dell'anno secondo il calendario giuliano ereditato dai Romani e mai modificato secondo la riforma gregoriana, vale a dire quasi due settimane dopo il capodanno europeo.
Oramai la datazione secondo l'Era Sheshonq è largamente impiegata da tutti i "militanti" e le associazioni culturali berbere, in Nordafrica e nell'emigrazione. Col tempo, la figura di Chachnak è stata arricchita di particolari leggendari, e non è raro oggi leggere su giornali algerini o marocchini, in occasione del capodanno berbero, articoli che, incuranti di ogni verosimiglianza storica o geografica, illustrano come in tale data si ricordi una grande battaglia che Chachnak avrebbe vinto nel 950 a.C. a Tlemcen (ovest dell'Algeria) contro Ramesse II conquistando così il potere in Egitto.